# Скаловия
Скаловия (лат. Sclavonia, прусск. Skālwa, нем. Schalauen, лит. Skalva) — историческая область Европы. Ныне территория поделена между Литвой (север) и Россией (юг).

## Географическое описание
Скаловия занимала земли, находящиеся по обоим берегам реки Неман в нижнем течении, а также водораздел бассейнов рек Неман и Преголя до берега Куршского залива.
В настоящее время южная часть Скаловии входит в состав Калининградской области (город Советск, северные части Славского, Неманского и Краснознаменского районов). Северная часть Скаловии — Ламата  (латыш.);  (лит.) — находится на территории Литвы.

## История

### Происхождение названия
Первоначально была заселена родственными пруссам и литовцам скальвами, известными также как скаловы и склавоны. Главный город — Рагнит (изначально — крепость пруссов, захваченная в 1277 году тевтонскими рыцарями).

### Прусский период
Скаловия была одной из одиннадцати областей (Gaue), на которые делилась Пруссия до реформы Фридриха Великого.

### Новейшая история
Вошла в состав СССР после Великой Отечественной войны, ныне южная часть в составе России как правопреемницы СССР, северная часть — в Литве.